# Olivier Ameisen
Olivier Ameisen (* 25. Juni 1953 in Paris; † 18. Juli 2013 ebenda) war ein französischer Kardiologe und Buchautor. 

## Werdegang
Im Alter von 16 Jahren begann Ameisen im Jahr 1969 das Studium der Medizin am Hôpital Cochin, dem Lehrkrankenhaus der Universität Paris. Nach Abschluss des Studiums im Jahr 1978 arbeitete er als Assistenzarzt in der Nephrologie des Krankenhauses Saint-Cloud. Im Anschluss daran machte er die Kardiologie zu seinem Fachgebiet, zog nach New York und hatte ab 1983 eine Stellung als Forschungsassistent in der kardiologischen Abteilung des New York Hospital-Cornell University Medical College (seit 1998 NewYork-Presbyterian Hospital und Weill Cornell Medical College) inne. Später wurde er Dozent für Medizin an der Cornell University und Facharzt am New York Hospital. Im Jahr 1994 eröffnete er zudem eine Privatpraxis im New Yorker Stadtteil Manhattan. Im Zuge einer immer stärker werdenden Alkoholabhängigkeit stellte Ameisen im Jahr 1997 seine Tätigkeit als Arzt vollständig ein, um sich der Therapie seiner eigenen Erkrankung zu widmen. Nach zahlreichen erfolglosen Therapieversuchen gelang es ihm nach eigenen Angaben, seinen Alkoholismus mithilfe des Muskelrelaxans Baclofen, welches er sich für einen Selbstversuch als Off-Label-Use selber verschrieben hatte, vollständig zu überwinden. Ameisen hatte bis zu seinem Tod eine Gastprofessur an der State University of New York inne.
Im Jahre 2005 veröffentlichte Ameisen einen Erfahrungsbericht über die suchthemmende Wirkung von Baclofen in der Fachzeitschrift Alcohol and Alcoholism. Die auch in einem populärwissenschaftlichen Werk aufgearbeiteten positiven Erfahrungen werden kontrovers diskutiert und sind bislang noch nicht im Rahmen kontrollierter klinischer Studien überprüft worden.
Er war der jüngere Bruder des Arztes Jean Claude Ameisen und lebte in New York und Paris.

## Werke
- Das Ende meiner Sucht (2009), aus dem Frz. von Ursel Schäfer. ISBN 978-3-88897-585-1 – Le dernier verre (2008)